# جفری ونس
جفری ونس (انگلیسی: Jeffrey Vance؛ زادهٔ ۲۱ مهٔ ۱۹۷۰) پژوهشگر تاریخ سینما و مؤلف اهل ایالات متحده آمریکا است.
وی کتاب‌هایی دربارهٔ دربارهٔ ستارگان سینما و از جمله باستر کیتون، هارولد لوید، چارلی چاپلین، داگلاس فربنکس، جودی گارلند نگاشته‌است و مدتی به‌عنوان متصدی اسناد و پرونده‌های «بنیاد مری پیکفورد» فعالیت داشت.